# Pomarolo
Pomarolo ist eine italienische Gemeinde (comune) mit 2451 Einwohnern (Stand 31. Dezember 2023) in der Provinz Trient, Region Trentino-Südtirol. 

## Geographie
Die Gemeinde liegt etwa 13 Kilometer südsüdwestlich von Trient im Vallagarina auf der orographisch rechten Talseite. Die Etsch bildet die südöstliche Gemeindegrenze. Zur Gemeinde Pomarolo gehören auch die beiden Fraktionen Chiusole und Savignano.

## Geschichte
Die strategisch günstige Lage lässt vermuten, dass die Gegend bereits in der römischen Antike besiedelt war. Das frühere Dorf an der Etsch wurde 1136 durch Lothar III. zerstört. Zeitweise durch die Republik Venedig besetzt, wurde die Ortschaft erneut 1508 durch Maximilian I. zerstört.

## Verkehr
Durch die Gemeinde führt die Autostrada A22 von Modena zum Brennerpass.

## Persönlichkeiten
- Felice Fontana (1730–1805), Naturwissenschaftler

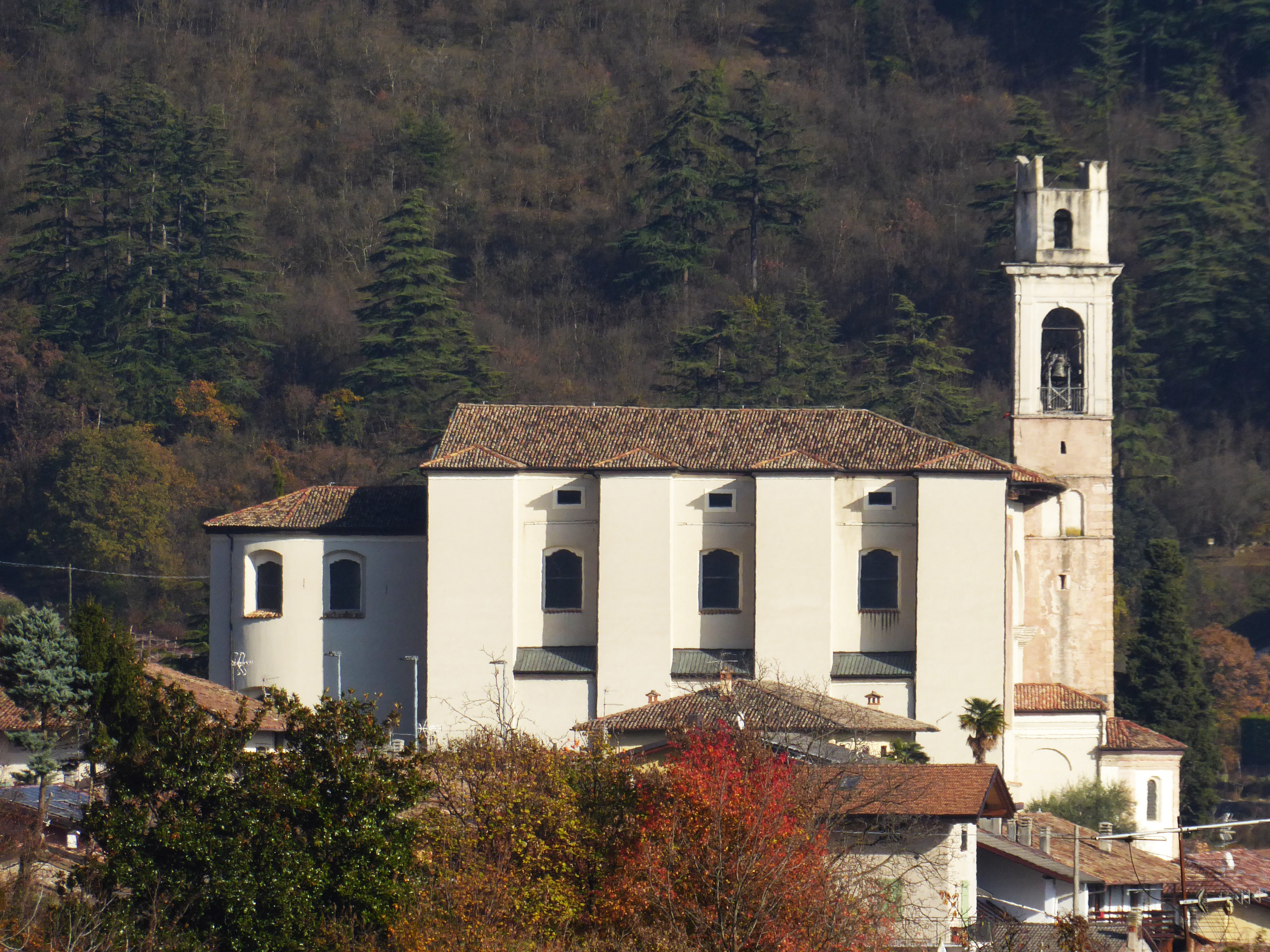
Pfarrkirche San Cristoforo
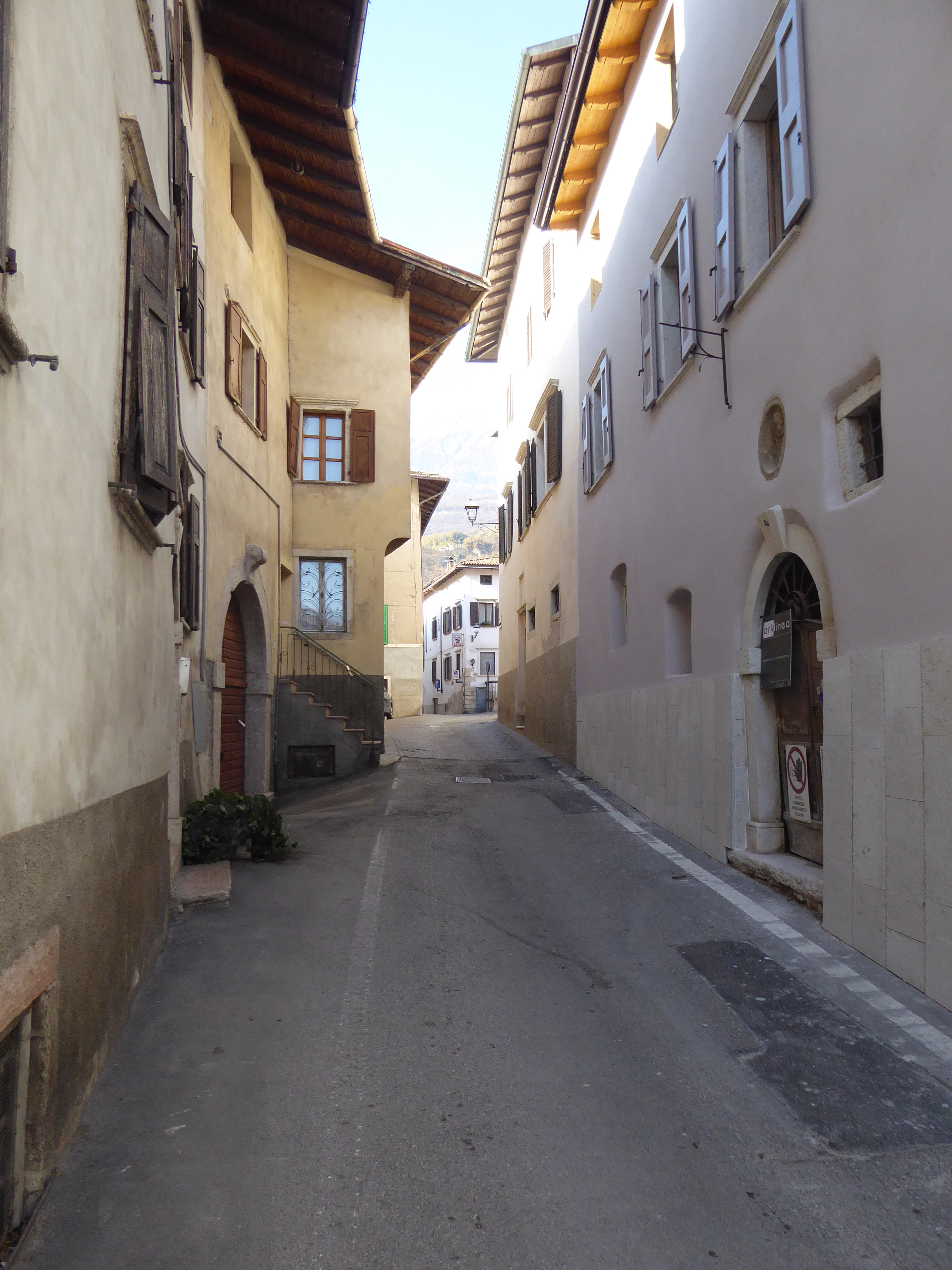
Ortskern
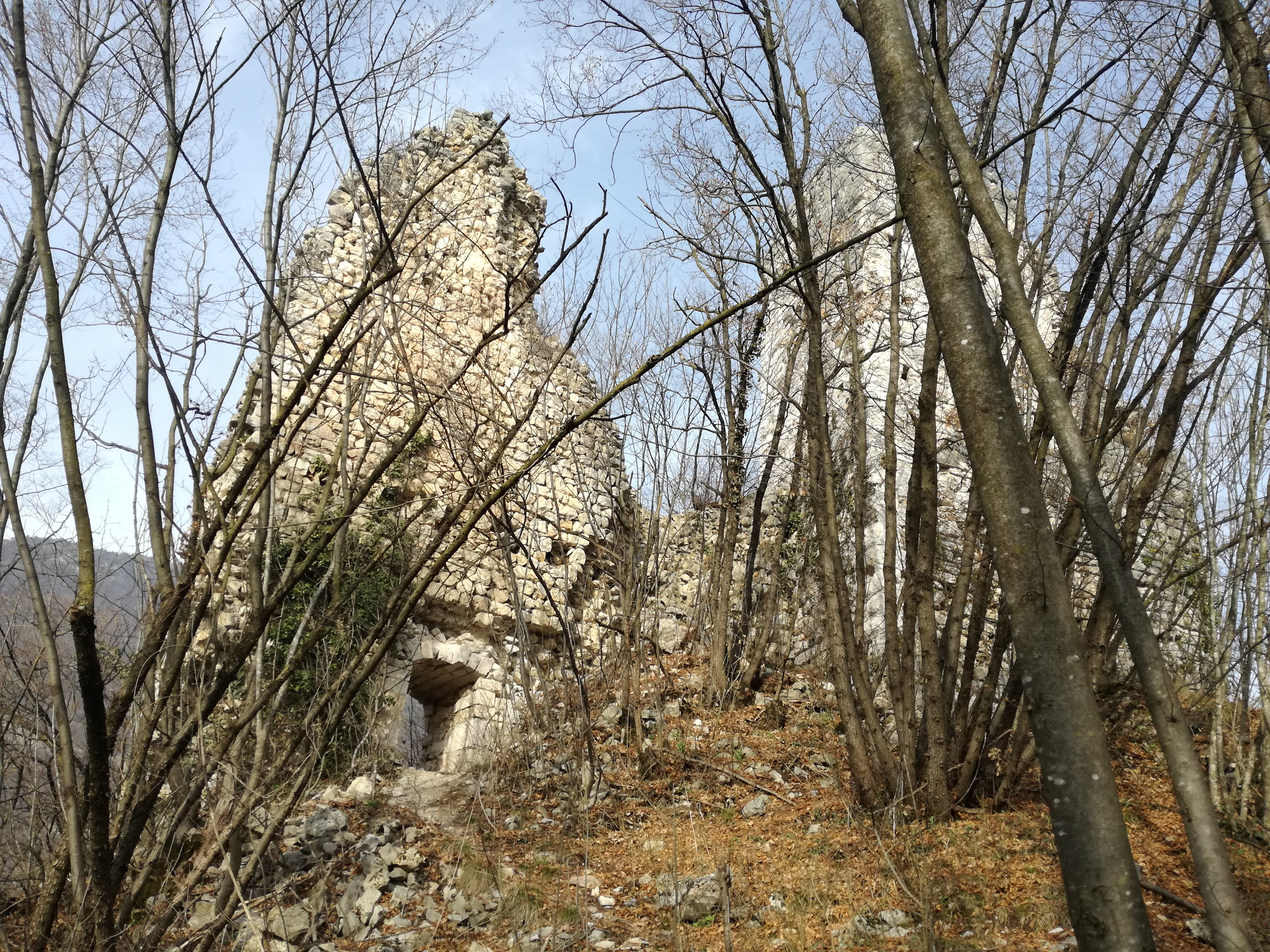
Ruine von Castel Barco
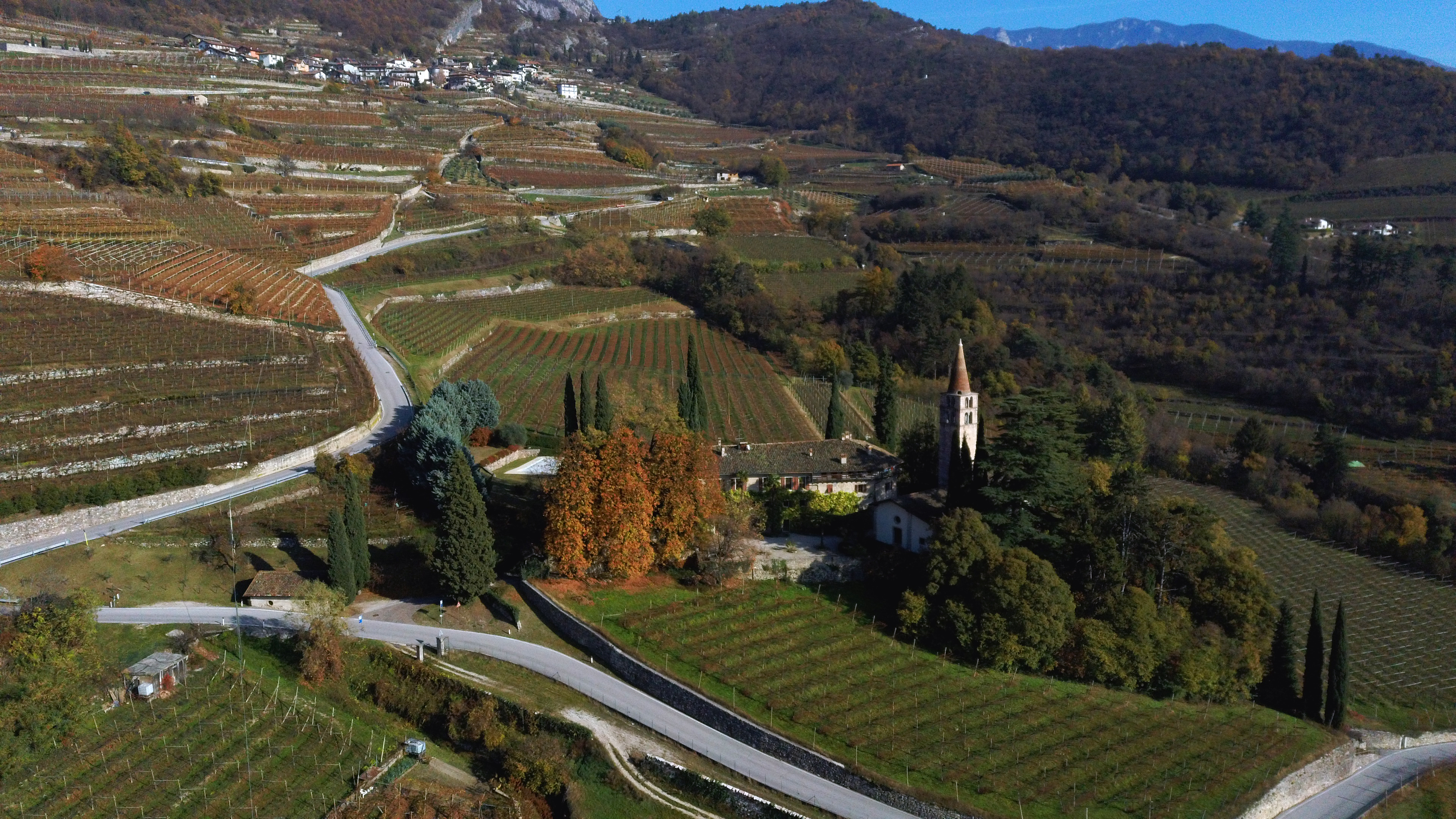
Kirche Sant’Antonio
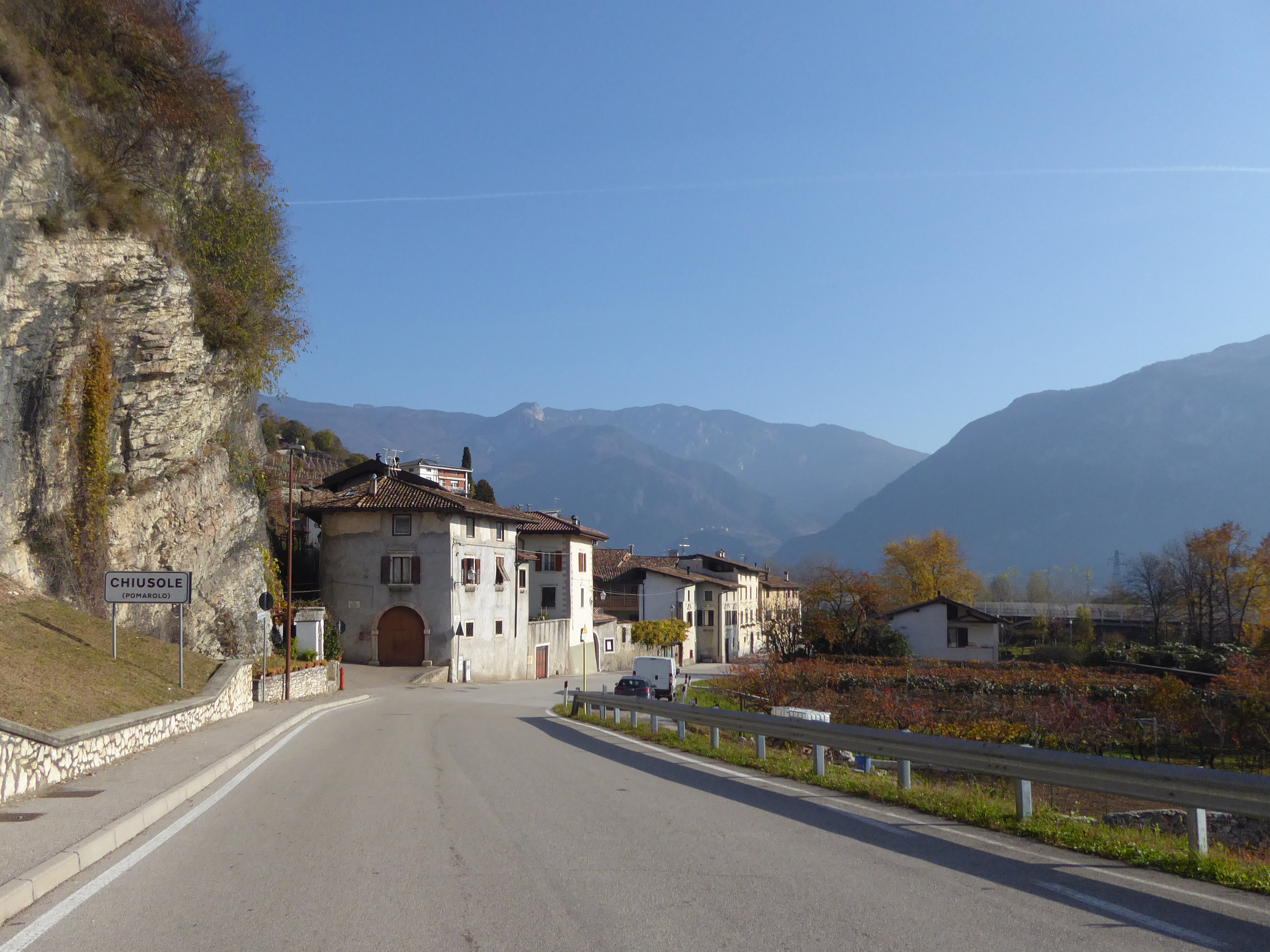
Ortsteil Chiusole